# Хонатан Сантана
Джонатан Сантана (ісп. Jonathan Santana; 19 жовтня 1981, Буенос-Айрес, Аргентина) — парагвайський футболіст, півзахисник «Вольфсбурга» та збірної Парагваю. Учасник чемпіонату світу з футболу 2010 року.

## Титули і досягнення
- Срібний призер Кубка Америки: 2011